# Lidská hlava

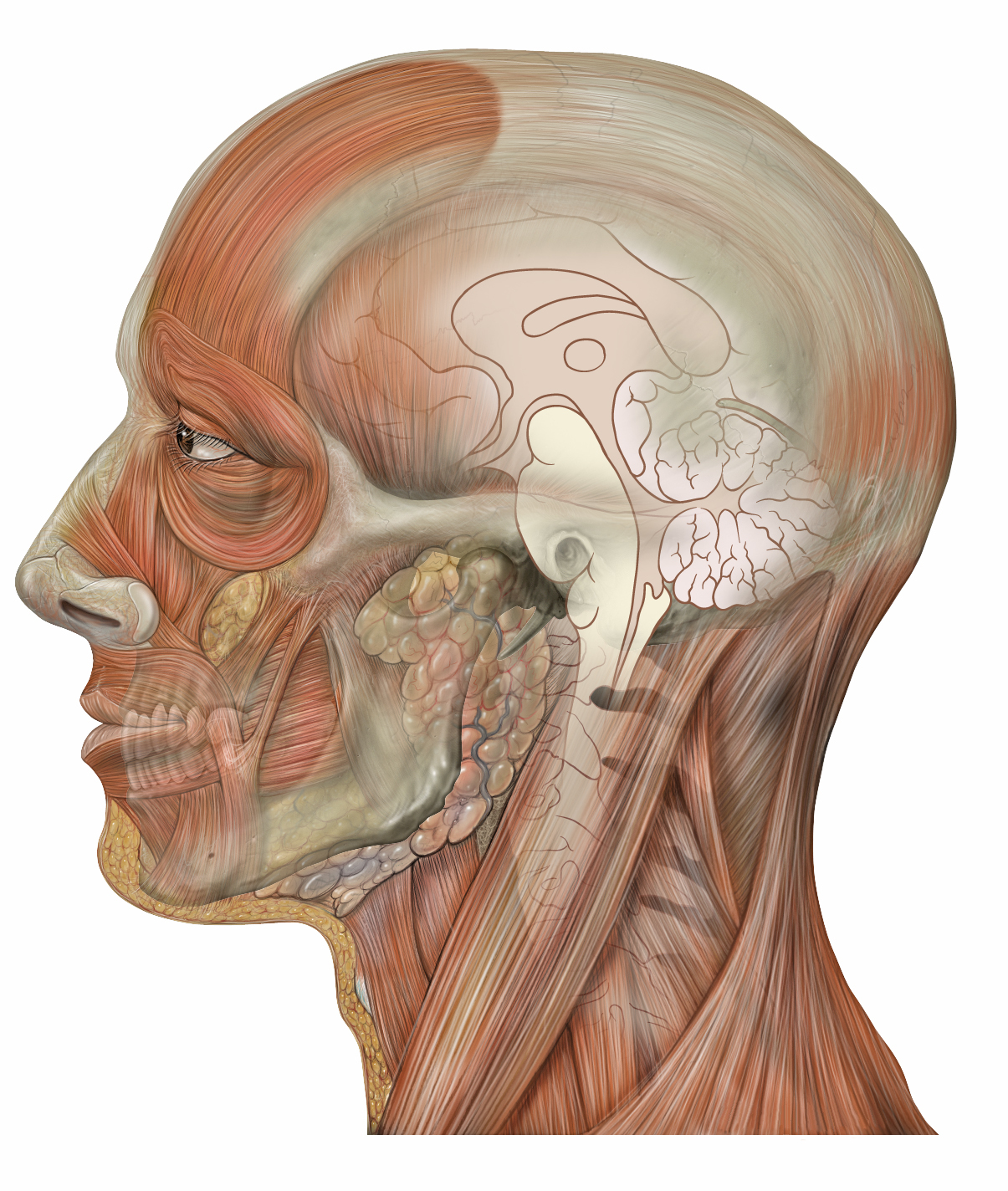
Kresba lidské hlavy zbavené kůže

Hlava je horní část lidského těla nad krkem, ve které se nachází většina smyslových orgánů společně s centrem nervové soustavy – mozkem. Nacházejí se zde centra zraku (oči), sluchu (uši), chuti (chuťové pohárky na jazyku), čichu (nos) a velmi jemné hmatové zakončení po celém obličeji (nejvíce v oblasti úst). Většina těchto center je umístěna v oblasti obličeje.
Nachází se zde i otvor pro přijímání potravy (ústa) a zároveň i pro dýchání (nos a ústa).

## Stavba
Hlava je tvořena z 28 samostatných kostí. Tyto kosti dohromady tvoří lebku. Nejhornější a zároveň i nejpevnější oblastí je horní část lebky zvaná kranium čili mozková schránka, ve které se nachází mozek.
Mimika obličeje je zajišťována více než 30 svalů, které lidem umožňují vyjadřovat emoce pomocí změn v obličeji (např. úsměv či mračení).
Průměrná hmotnost hlavy dospělého člověka je asi 4,6 kilogramů a hustota cca 1200 kg·m−3. Hlava se podél osy páteře může otáčet o úhel asi 150°.
Horní část hlavy je chráněna vlasy, které slouží jako přirozená termoregulace.

## Svaly hlavy (musculi capitis)
Obecně se musculi capitis dělí na 2 skupiny: svaly žvýkací a mimické (m. masticatorii, m. faciales).
M. masticatorii: m. temporalis (sval spánkový), m. masseter (zevní sval žvýkací), m. pterygoideus medialis, m. pterygoideus lateralis, atd.
M. faciales: m. orbicularis oculi (oční sval kruhový), m. orbicularis oris (kruhový sval ústní), m. nasalis (sval nosu), m. buccinator (sval tvářový), atd.

## Svaly krku (musculi colli)
Např. platysma (plochý podkožní sval), m. suprahyoidei (svaly nadjazykové), m. infrahyoidei (svaly podjazykové).